# Pittafélék

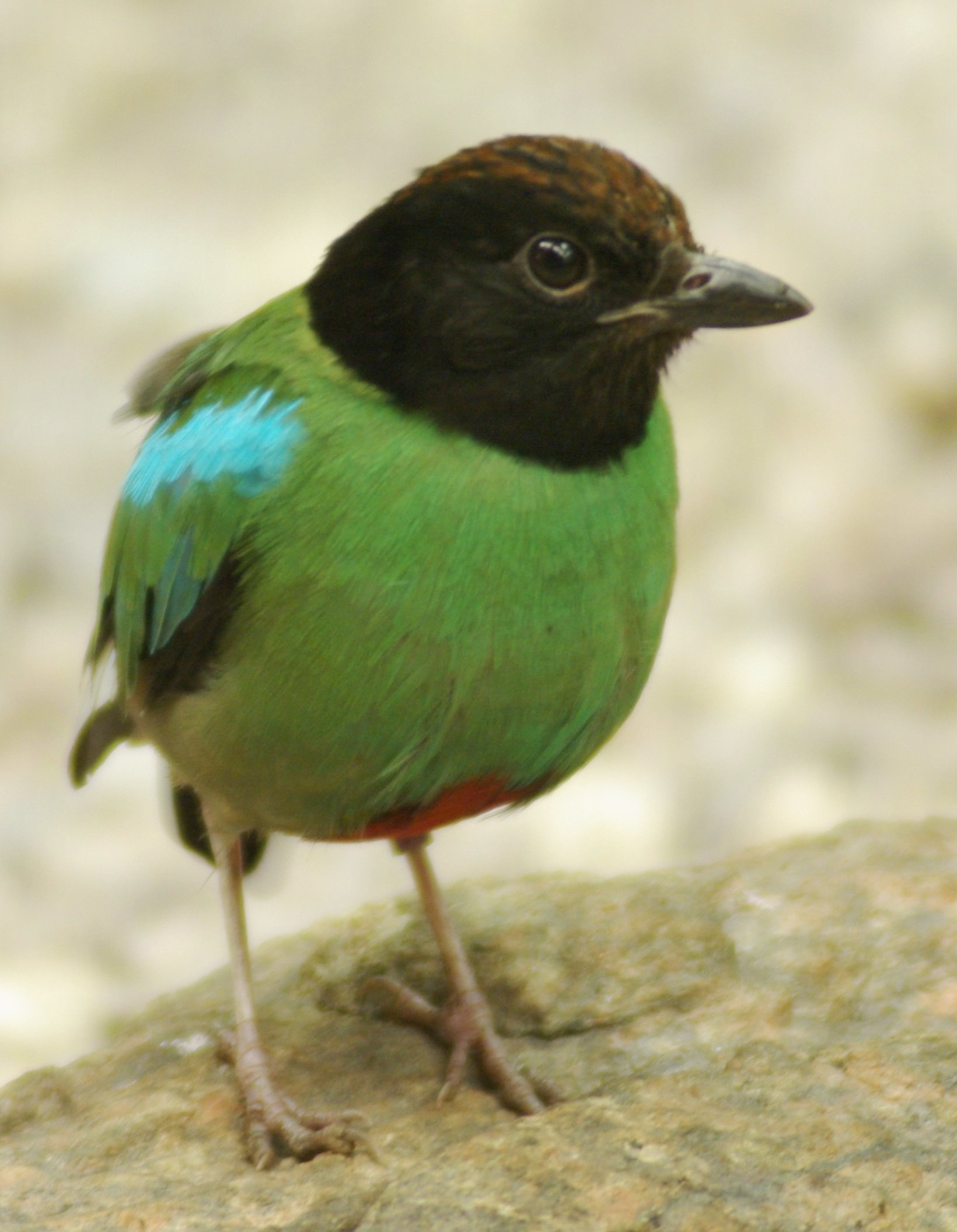
Kucsmás pitta (Pitta sordida)

A pittafélék (Pittidae) a madarak osztályának verébalakúak (Passeriformes) rendjébe tartozó család.

## Előfordulásuk
Legtöbb fajuk Délkelet-Ázsiában él, valamint Afrikában és Ausztráliában előfordul egy-két fajuk. Élőhelyük a trópusi esőerdők, bozót dzsungelek, bambusz-, mangrove-, lombhullató- és örökzöld erdők és félig művelt területek.

## Megjelenésük
Galamb nagyságú, zömök testű, színpompás tollazatú madarak. Csüdjük viszonylag hosszú, farkuk rövid vagy csökevényes, orrlyukakat csupasz bőr félig elfedi, lábuk karcsú, magascsűdű.

## Életmódjuk
Földigilisztákkal, csigákkal, rovarokkal és hasonló gerinctelen állatokkal táplálkozik, de apró gerinceseket is fogyasztanak. Táplálékukat az erdőtalaján, általában egyedül keresgélik.

## Rendszerezés
A családba az alábbi 3 nem és 32 faj tartozik:
- Erythropitta – 15 faj
  - kékszalagos pitta (Erythropitta arquata vagy Pitta arquata vagy Pitta arcuata)
  - gránátpitta (Erythropitta granatina vagy Pitta granatina)
  - vénuszpitta (Erythropitta venusta vagy Pitta venusta)
  - Erythropitta ussheri vagy Pitta ussheri
  - bajszos pitta (Erythropitta kochi vagy Pitta kochi)
  - vöröshasú pitta (Erythropitta erythrogaster vagy Pitta erythrogaster)
  - sula-szigeteki pitta (Erythropitta dohertyi vagy Pitta dohertyi)
  - Erythropitta celebensis
  - Erythropitta caeruleitorques
  - Erythropitta palliceps
  - Erythropitta rubrinucha
  - Erythropitta rufiventris
  - Erythropitta meeki
  - Erythropitta macklotii
  - Erythropitta novaehibernicae

- Hydrornis – 11 faj
  - füles pitta (Hydrornis phayrei vagy Pitta phayrei)
  - vörhenyes pitta (Hydrornis oatesi vagy Pitta oatesi)
  - himalájai pitta (Hydrornis nipalensis vagy Pitta nipalensis)
  - kékhátú pitta (Hydrornis soror vagy Pitta soror)
  - óriáspitta (Hydrornis caerulea vagy Pitta caerulea)
  - Schneider-pitta (Hydrornis schneideri vagy Pitta schneideri)
  - koronás pitta (Hydrornis baudii vagy Pitta baudii)
  - tűzpitta (Hydrornis guajana vagy Pitta guajana)
  - kék pitta (Hydrornis cyanea vagy Pitta cyanea)
  - zöldkoronás pitta (Hydrornis elliotii vagy Pitta elliotii)
  - sziámi pitta (Hydrornis gurneyi vagy Pitta gurneyi)

- Pitta (Vieillot, 1816) – 14 faj
  - afrikai pitta (Pitta angolensis)
  - zöldmellű pitta (Pitta reichenowi)
  - barnasapkás pitta (Pitta brachyura)
  - mangrovepitta (Pitta megarhyncha)
  - kékszárnyú pitta (Pitta moluccensis)
  - kucsmás pitta (Pitta sordida)
  - tündérpitta (Pitta nympha)
  - azúrmellű pitta (Pitta steerii)
  - lármás pitta (Pitta versicolor)
  - fehérmellű pitta (Pitta maxima)
  - ékszerpitta (Pitta elegans)
  - feketearcú pitta (Pitta anerythra)
  - feketehátú pitta (Pitta superba)
  - szivárványpitta (Pitta iris)